# Tĩnh mạch mạc treo tràng trên
Tĩnh mạch mạc treo tràng trên (viết tắt: Tĩnh mạch MTTT, tiếng Anh: Superior mesenteric vein (SMV), tiếng Pháp: La veine mésentérique supérieure) là mạch máu đưa máu từ ruột non (hỗng tràng và hồi tràng). Tại điểm kết thúc ở phía sau cổ tụy, tĩnh mạch mạc treo tràng trên kết hợp với tĩnh mạch lách để tạo thành tĩnh mạch cửa gan. tĩnh mạch mạc treo tràng trên nằm ở bên phải của động mạch mạc treo tràng trên có nguyên ủy từ động mạch chủ bụng.

## Các nhánh
Các nhánh của tĩnh mạch mạc treo tràng trên dẫn lưu ruột non, ruột già, dạ dày, tuyến tụy và ruột thừa, bao gồm:
- Tĩnh mạch vị phải (còn được gọi là tĩnh mạch dạ dày phải)
- Tĩnh mạch tụy dưới
- Các tĩnh mạch từ hỗng tràng
- Các tĩnh mạch từ hồi tràng
- Tĩnh mạch đại tràng giữa - dẫn lưu cho đại tràng ngang
- tĩnh mạch đại tràng phải - dẫn lưu cho đại tràng lên

## Rối loạn
Huyết khối của tĩnh mạch mạc treo tràng trên là khá hiếm, nhưng thiếu máu cục bộ mạc treo là nguyên nhân chính và có thể gây tử vong. Người ta ước tính rằng 10-15% trường hợp thiếu máu cục bộ mạc treo là do huyết khối mạc treo.

## Hình ảnh bổ sung

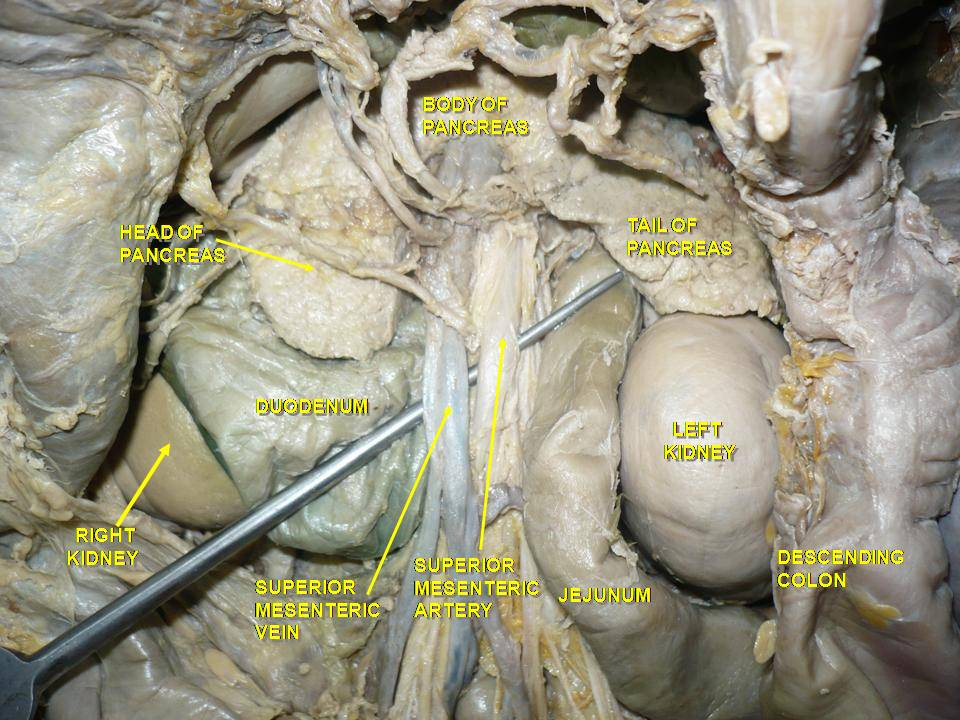
Khoang bụng. Tĩnh mạch mạc treo. Bóc tách.